# رایکوت
رایکوت (به انگلیسی: Raikot) یک منطقهٔ مسکونی در هند است که در بخش لدهیانه واقع شده‌است. رایکوت ۲۸٬۷۳۴ نفر جمعیت دارد و ۲۳۵ متر بالاتر از سطح دریا واقع شده‌است.